# Ophiobolus erythrosporus
Ophiobolus erythrosporus är en svampart som först beskrevs av Riess, och fick sitt nu gällande namn av Georg Winter 1885. Ophiobolus erythrosporus ingår i släktet Ophiobolus och familjen Leptosphaeriaceae.   Inga underarter finns listade i Catalogue of Life.
I den svenska databasen Dyntaxa används istället namnet Nodulosphaeria erythrospora för samma taxon.  Arten är reproducerande i Sverige.